# جنيه مصري
الجنيه المصري هو الوحدة الأساسية الحالية للعملة في مصر الصادرة عن البنك المركزي المصري. يساوي الجنيه 100 قرش أو 1000 مليم. يُستخدم رمز الأيزو 4217 للإشارة إلى الجنيه المصري بالأحرف EGP. أُقر إصدار الجنيه المصري عام 1834م، وتم صكه وتداوله عام 1836م.

## التاريخ

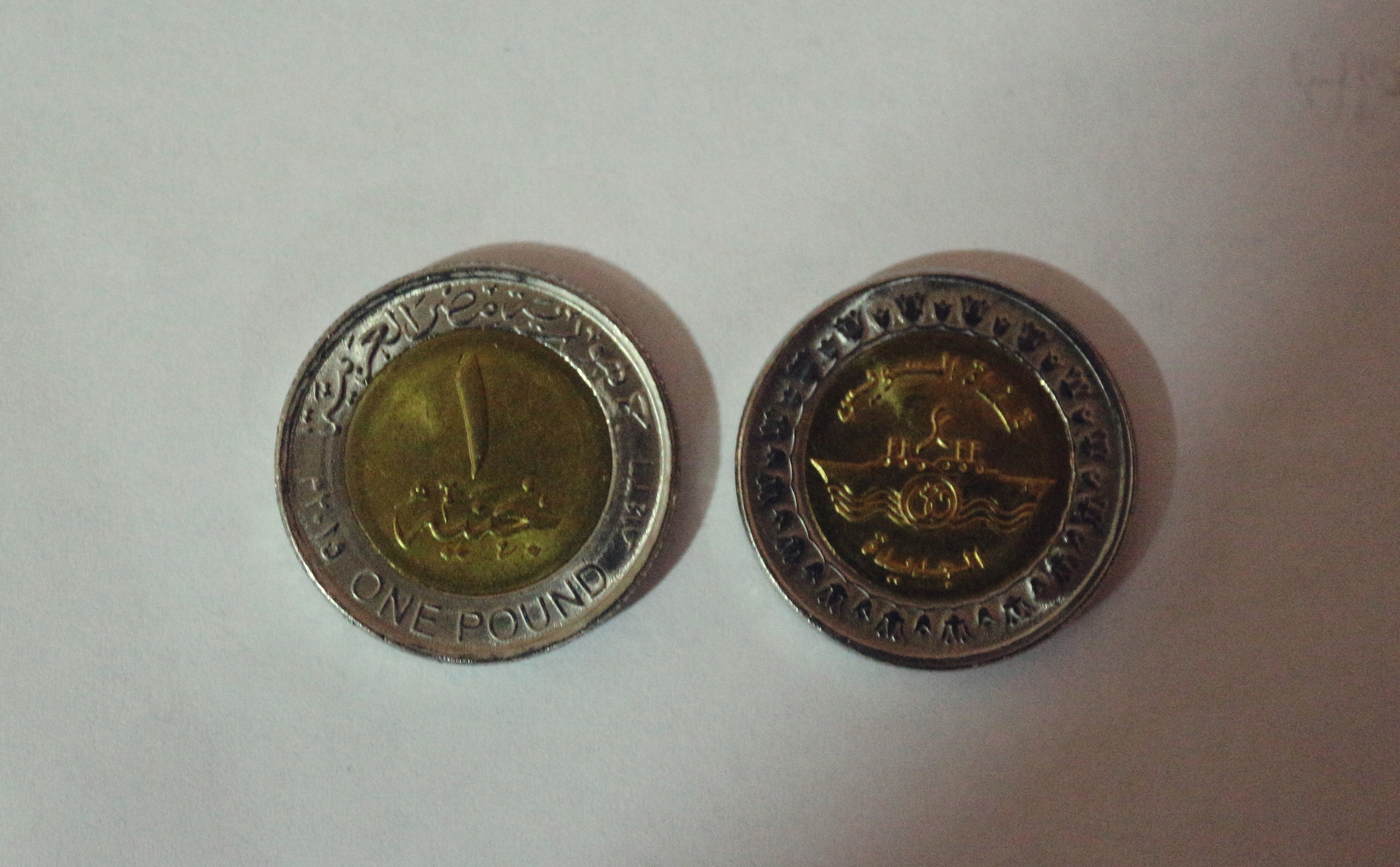
جنيه جديد، تَظهر فيه قناة السويس الجَديدة عام 2015

منذ بداية تداول العملات الذهبية والفضية في مصر وحتى عام 1834، لم يكن هناك وحدة نقدية محددة تمثل أساسا ً للنظام النقدي في مصر، بل ولم يكن يُصك إلا عدد قليل من العملات، وفي عام 1834 صدر مرسوم خديوي بشأن مشروع قانون برلماني لإصدار عملة مصرية جديدة تستند إلى نظام المعدنين (الذهب والفضة)، ليحل محل العملة الرئيسية المتداولة آن ذاك وهو القرش. وبموجب هذا المرسوم أصبح سك النقود في شكل ريالات من الذهب والفضة حكراً على الحكومة وفي عام 1836 تم سك الجنية المصري وطرح للتداول.
ونظراً لعجز دور السك المصرية عن تلبية احتياجات المعاملات الكبيرة والتجارة الخارجية، وبسبب استخدام عملات أجنبية لهذا الغرض فلقد تم تحديد أسعار الصرف بقوة القانون بالنسبة للعملات الأجنبية المقبولة في تسوية المعاملات الداخلية، ولقد أدت التقلبات في قيمة الفضة بالإضافة إلى اعتماد معيار الذهب من جانب معظم الشركاء التجاريين لمصر وبخاصة المملكة المتحدة إلى تطبيق معيار الذهب وذلك على أساس الأمر الواقع، وبعد ما يقرب من ثلاثين عاماً من تطبيق نظام المعدنين.
وواصل القرش تداوله بحيث يعتبر 1/100 من الجنيه، مُقسماً إلى 40 "بارة"، وفي عام 1885 أوقف إصدار البارة، وأعيد تقسيم القرش إلى عشر أجزاء سميت بـ «عشر القرش»، حتى تم تغيير الاسم في عام 1916 إلى «مليم».
أصدر البنك الأهلي المصري الأوراق النقدية لأول مرة في 3 أبريل 1899. وتم توحيد البنك المركزي المصري والبنك الأهلي المصري في البنك المركزي المصري في عام 1961.
تم تثبيت سعر الصرف الرسمي مع العملات الأجنبية الهامة بقوة القانون، مما أعطاه قبولا في المعاملات الداخلية، وقد أدى هذا لتقييم الجنيه المصري عن طريق معايير الذهب المتعارف عليها آن ذاك، بحيث كان الجنيه المصري == 7.4375 جراماً من الذهب، واستخدم هذا المعيار ما بين عام 1885 وحتى اندلاع الحرب العالمية الأولى في عام 1914، حيث تم ربط الجنيه المصري بـالجنيه الاسترليني بحيث كان الجنيه الاسترليني == 0.975 جنيها مصرياً.
ظل الجنيه المصري مرتبطا بالجنيه الاسترليني حتى عام 1962، حيث تم ربط الجنيه بـالدولار الأمريكي عند مستوى 2.3 دولاراً لكل جنيه مصري، ثم تغير سعر الصرف في عام 1973 إلى 2.5555 دولاراً لكل جنيه مصري بعد انهيار الدولار بعد حرب أكتوبر، وفي عام 1978 تغير سعر الصرف إلى 1.42857 دولاراً لكل جنيه مصري (1 دولار == 0.7 جنيها مصرياً) وذلك بعد انخفاض قيمة الجنيه المصري، وتم تعويم الجنيه جزئيا العام 1989 بحيث أصبح الدولار == 3.3 جنيها، إلا أن البنك المركزي كان مسيطرا على الصرف الأجنبي بحيث يحافظ على قيمة شبه ثابته للجنيه، إلى أن تم تعويم الجنيه بشكل كامل في العام 2003.

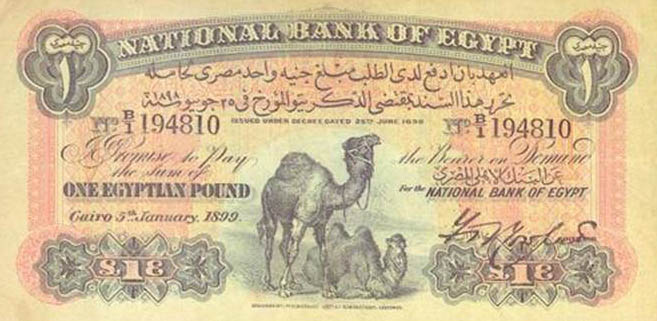
أول ورقة نقدية بقيمة جنيه مصري عام 1899

توج البنك المركزي المصري جهوده في مجال إصدار النقد بإنشاء دار لطباعة النقد بدلاً من طباعتها في الخارج، ولقد بدأت طباعة الفئات المختلفة في الأول من ديسمبر من عام 1968 كما قام البنك أيضا بطباعة بعض العملات العربية لصالح بنوكها المركزية.
وفي ضوء الاحتياج المتزايد لأوراق النقد بغرض تسهيل المعاملات الناجمة عن نمو النشاط الاقتصادي وبخاصة عقب تطبيق سياسة الانفتاح الاقتصادي، أصدر البنك المركزي المصري فئات نقدية كبيرة هي (100جم، 50 جم، 20 جم) حيث أصدر فئة الـ 20 جم في مايو عام 1977 وفئة الـ 100 جم في مايو 1979 وفئة الـ 50 جم في مارس 1993.

## الفئات المتداولة

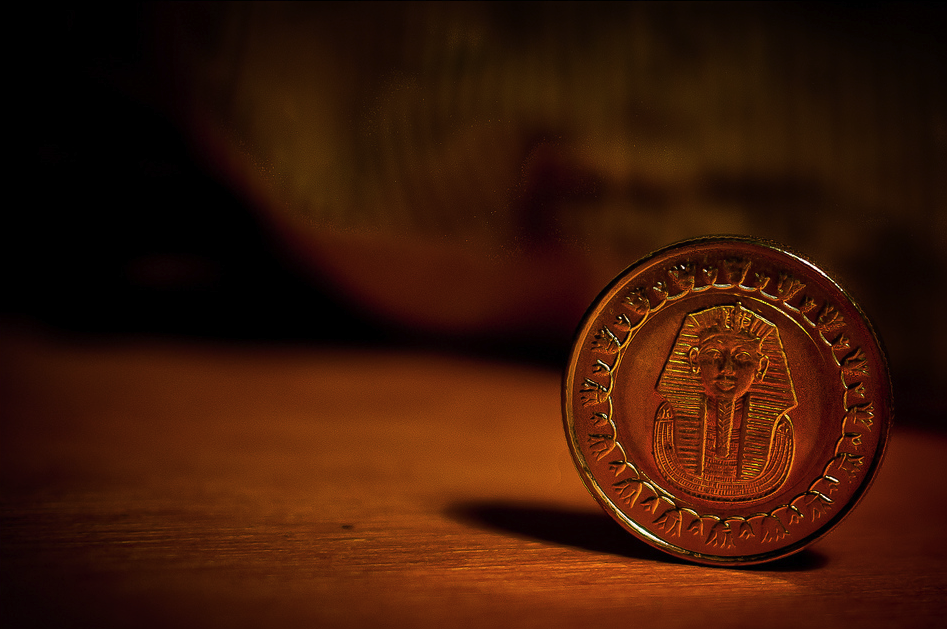
الجنيه المصري المعدني

- عملات معدنية متداولة فئات 25 قرشاً، 50 قرشاً، 1 جنيهاً.
- أوراق نقدية متداولة للمعاملات الصغيرة فئات 25 قرشاً، 50 قرشاً، 1 جنيهاً.
- أوراق نقدية متداولة للمعاملات المتوسطة فئات 5 جنيهات، 10 جنيهات، 20 جنيهاً.
- أوراق نقدية متداولة للمعاملات الكبيرة فئات 50 جنيهاً، 100 جنيهات، 200 جنيهات.
- أجدد فئة هي فئة الـ 200 جنيهاً، حيث تم طرحها عام 2007.

### العملات المعدنية
| القطع النقدية المتداولة | القطع النقدية المتداولة | القطع النقدية المتداولة | القطع النقدية المتداولة                                                                 | القطع النقدية المتداولة | القطع النقدية المتداولة      | القطع النقدية المتداولة | القطع النقدية المتداولة                                                  | القطع النقدية المتداولة | القطع النقدية المتداولة                                                                             |
| القيمة                  | عام الإصدار             | صورة                    | صورة                                                                                    | المواصفات               | المواصفات                    | المواصفات               | المواصفات                                                                | الوصف | الوصف                                                                                               |
| القيمة                  | عام الإصدار             | وجه العملة              | ظهر العملة                                                                              | الابعاد (مم)            | السمك (مم)                   | الكتلة (جرام)           | التكوين                                                                  | وجه العملة | ظهر العملة                                                                                          |
| ----------------------- | ----------------------- | ----------------------- | --------------------------------------------------------------------------------------- | ----------------------- | ---------------------------- | ----------------------- | ------------------------------------------------------------------------ | --- | --------------------------------------------------------------------------------------------------- |
| 5 قروش                  | 1984                    |                         |                                                                                         | 23                      | 1.2                          | 4.9                     | نحاس 95% ألومنيوم 5%                                                     | رسم يوضح أهرام الجيزة الثلاثة | - جمهورية مصر العربية - القيمة بالعربية - عام صك العملة الهجري والميلادي بالعربية                   |
| 5 قروش                  | 1992                    |                         |                                                                                         | 21                      | 1.1                          | 3.2                     | نحاس 92% ألومنيوم 8%                                                     | الفخار الإسلامي | - جمهورية مصر العربية - القيمة بالعربية - عام صك العملة الهجري والميلادي بالعربية                   |
| 5 قروش                  | 2004 2008               | 17                      | 1.04                                                                                    | 2.4                     | صلب 94% نيكل 2% نحاس مطلي 4% |                         |                                                                          | الفخار الإسلامي | - جمهورية مصر العربية - القيمة بالعربية - عام صك العملة الهجري والميلادي بالعربية                   |
| 10 قروش                 | 1984                    |                         |                                                                                         | 25                      | 1.35                         | 5.2                     | نحاس 75% نيكل 25%                                                        | مسجد محمد علي | - جمهورية مصر العربية - القيمة بالعربية - عام صك العملة الهجري والميلادي بالعربية                   |
| 10 قروش                 | 1992                    |                         |                                                                                         | 23                      | 1.2                          | 4.9                     | نحاس 95% ألومنيوم 5%                                                     | مسجد محمد علي | - جمهورية مصر العربية - القيمة بالعربية - عام صك العملة الهجري والميلادي بالعربية                   |
| 10 قروش                 | 2008                    |                         |                                                                                         | 19                      | 1.1                          | 3.2                     | صلب 94% نحاس 2% نيكل مطلي 4%                                             | مسجد محمد علي | - جمهورية مصر العربية - القيمة بالعربية - عام صك العملة الهجري والميلادي بالعربية                   |
| 20 قرش                  | 1984                    |                         |                                                                                         | 27                      | 1.4                          | 6                       | نحاس 75% نيكل 25%                                                        | مسجد محمد علي | - جمهورية مصر العربية - القيمة بالعربية - عام صك العملة الهجري والميلادي بالعربية                   |
| 20 قرش                  | 1992                    |                         |                                                                                         | 25                      | 1.35                         | 5.2                     | نحاس 75% نيكل 25%                                                        | الجامع الأزهر | - جمهورية مصر العربية - القيمة بالعربية - عام صك العملة الهجري والميلادي بالعربية                   |
| 25 قرش                  | 1993                    |                         |                                                                                         | 1.4                     |                              |                         | نحاس 95% ألومنيوم 5%                                                     | - رسم إسلامي - القيمة بالعربية والإنجليزية | - جمهورية مصر العربية - عام صك العملة الهجري والميلادي بالعربية                                     |
| 25 قرش                  | 2008                    |                         |                                                                                         | 21                      | 1.26                         | 4.5                     | صلب 94% نحاس 2% نيكل مطلي 4%                                             | - رسم إسلامي - القيمة بالعربية والإنجليزية | - جمهورية مصر العربية - عام صك العملة الهجري والميلادي بالعربية                                     |
| 50 قرش                  | 2005                    |                         |                                                                                         | 25                      | 1.58                         |                         | نحاس 75% زنك 20% نيكل 5%                                                 | - رأس كليوباترا - عام صك العملة الهجري والميلادي بالعربية | - جمهورية مصر العربية - القيمة بالعربية والإنجليزية                                                 |
| 50 قرش                  | 2007                    | 23                      | 1.7                                                                                     | 6.5                     | صلب 94% نيكل 2% نحاس مطلي 4% |                         |                                                                          | - رأس كليوباترا - عام صك العملة الهجري والميلادي بالعربية | - جمهورية مصر العربية - القيمة بالعربية والإنجليزية                                                 |
| جنيه واحد               | 2005                    |                         |                                                                                         | 25                      | 1.89                         | 8.5                     | ثنائية المعدن الحلقة: نحاس 75% نيكل 25% المركز: نحاس 75% زنك 20% نيكل 5% | قناع توت عنخ آمون في إصدارات لاحقة أضيفت أشكال أخرى على الوجه: - قناة السويس الجديدة - مزارع الطاقة الشمسية بأسوان - حقل ظهر للغاز - قناطر أسيوط الجديدة - الريف المصري الجديد - مدينة العلمين الجديدة - الشبكة القومية للطرق - محطات توليد الطاقة - العاصمة مصر - فرق مصر الطبية - مصر للطيران - احتفالية طريق الكباش | - جمهورية مصر العربية - القيمة باللغة العربية والإنجليزية - عام صك العملة الهجري والميلادي بالعربية |
| جنيه واحد               | 2007                    | 1.96                    | ثنائية المعدن الحلقة: صلب 94% نحاس 2% نيكل مطلي 4% المركز: صلب 94% نيكل 2% نحاس مطلي 4% | 25                      |                              | 8.5                     |                                                                          | قناع توت عنخ آمون في إصدارات لاحقة أضيفت أشكال أخرى على الوجه: - قناة السويس الجديدة - مزارع الطاقة الشمسية بأسوان - حقل ظهر للغاز - قناطر أسيوط الجديدة - الريف المصري الجديد - مدينة العلمين الجديدة - الشبكة القومية للطرق - محطات توليد الطاقة - العاصمة مصر - فرق مصر الطبية - مصر للطيران - احتفالية طريق الكباش | - جمهورية مصر العربية - القيمة باللغة العربية والإنجليزية - عام صك العملة الهجري والميلادي بالعربية |
| جنيه واحد               | 2008                    | 1.96                    | ثنائية المعدن الحلقة: صلب 94% نحاس 2% نيكل مطلي 4% المركز: صلب 94% نيكل 2% نحاس مطلي 4% | 25                      |                              | 8.5                     |                                                                          | قناع توت عنخ آمون في إصدارات لاحقة أضيفت أشكال أخرى على الوجه: - قناة السويس الجديدة - مزارع الطاقة الشمسية بأسوان - حقل ظهر للغاز - قناطر أسيوط الجديدة - الريف المصري الجديد - مدينة العلمين الجديدة - الشبكة القومية للطرق - محطات توليد الطاقة - العاصمة مصر - فرق مصر الطبية - مصر للطيران - احتفالية طريق الكباش | - جمهورية مصر العربية - القيمة باللغة العربية والإنجليزية - عام صك العملة الهجري والميلادي بالعربية |

### العملات الورقية
| الصورة     | الصورة     | القيمة والإصدار | اللون      | الوصف                | الوصف                                |
| وجه العملة | ظهر العملة | القيمة والإصدار | اللون      | وجه العملة           | ظهر العملة                           |
| ---------- | ---------- | --- | ---------- | -------------------- | ------------------------------------ |
|            |            | 25 قرشًا 1 يناير 1979-16 يناير 1980 (منذ سنة واحدة) 16 يناير 1980-11 يناير 1985 (منذ 5 سنوات) 11 يناير 1985-28 ديسمبر 2008 (منذ 23 سنة) | أزرق       | مسجد السيدة عائشة    | - نسر صلاح الدين - ‌قمح - ‌ذرة - ‌قطن   |
|            |            | 50 قرشًا 1 ديسمبر 1967 م/1 رمضان 1388 هــــــــ-1 يناير 1981 (منذ 14 سنة) 1 يناير 1981-1 يوليو 1985 (منذ 4 سنوات) 1 يوليو 1985-6 يوليو 1995 (منذ 10 سنوات) 6 يوليو 1995-14 سبتمبر 2008 (منذ 13 سنة) 14 سبتمبر 2008-2 يناير 2017 (منذ 9 سنوات) 2 يناير-8 فبراير 2017 (منذ 60 يوم) | بني / أخضر | الجامع الأزهر        | تمثال رمسيس الثاني                   |
|            |            | جنيه واحد 11 مايو 1968-3 ديسمبر 1978 (منذ 10 سنوات) 20 مايو 1978-14 مايو 2008 (منذ 30 سنة) 14 مايو 2008-8 مايو 2016 (منذ 8 سنوات) 8-10 مايو 2016 (منذ 30 يوم) 10 مايو 2016-8 مايو 2019 م/4 رمضان 1440 هـــــــ (منذ 3 سنوات)                                                    | أصفر رملي  | مسجد السلطان قايتباي | معبد أبو سمبل                        |
|            |            | 5 جنيهات 1 يناير 1969-1 فبراير 1981 (منذ 21 سنة) 1 فبراير 1981-1 ابريل 1989 (منذ 8 سنوات) 1 ابريل 1989-30 ابريل 2002 (منذ 13 سنة) 30 ابريل 2002-25 ديسمبر 2014 (منذ 13 سنة) 5 مارس 2013-28 أكتوبر 2020 (منذ 7 سنوات)                                                            | أخضر       | مسجد ابن طولون       | صورة فرعونية تمثل خير نهر النيل      |
|            |            | 10 جنيهات 23 يونيو 1978-8 اغسطس 2003 (منذ 25 سنة) 8 اغسطس 2003-14 اغسطس 2014 (منذ 11 سنة) 14 مارس 2013-18 يونيو 2020 (منذ 7 سنوات) | وردي       | مسجد الرفاعي         | تمثال خفرع                           |
|            |            | 20 جُنيها 5 يوليو 1976-6 سبتمبر 1979 (منذ 3 سنوات) 6 سبتمبر 1979-15 مارس 2001 (منذ 22 سنة) 15 مارس 2001-3 فبراير 2016 (منذ 15 سنة) 3 فبراير 2016-9 نوفمبر 2020 (منذ 4 سنوات) | أخضر       | مسجد محمد علي        | عربة حرب فرعونية                     |
|            |            | 50 جُنيها 8 فبراير 1993-6 نوفمبر 2001 (منذ 8 سنوات) 6 نوفمبر 2001-2 مارس 2015 (منذ 14 سنة) 2 مارس 2015-28 يونيو 2020 (منذ 5 سنوات) | بني محمر   | مسجد أبو حريبة       | معبد إدفو                            |
|            |            | 100 جنيه 14 سبتمبر 1994-6 سبتمبر 2000 (منذ 6 سنوات) 6 سبتمبر 2000-8 أكتوبر 2014 (منذ 14 سنة) 17 فبراير 2013-24 يناير 2021 (منذ 8 سنوات) | أرجواني    | مسجد السلطان حسن     | أبو الهول                            |
|            |            | 200 جنيه 3 ابريل 2007-12 يناير 2009 (منذ سنتان) 12 يناير 2009-3 ابريل 2014 (منذ 5 سنوات) 10 سبتمبر 2013-18 نوفمبر 2020 (منذ 7 سنوات) | زيتوني     | مسجد قانيباي الرماح  | تمثال الكاتب الجالس (الأسرة الخامسة) |

## الأسماء
نظراً لأن مصر كانت تحت الاحتلال البريطاني عند إصدار الجنيه، فقد طغت الأسماء البريطانية على العملات المستخدمة بمصر منذ ذلك الحين، فمثلاً:
- تسمية الجنيه ليست عربية وإنما هي إنجليزية لعملة إنجلترا التي كانت متداولة بها منذ أربعمائة عام مضت وهي Guinea (ينطق: جِني بالجيم المصرية)، ومع أن الجنيه الإنجليزي كان غير مستخدم عند إصدار الجنيه المصري، إلا أنه كان مساويا له تقريبا من حيث الوزن.
- يقسم الجنيه إلى مائة قرش، وهو العملة المتداولة في الدولة العثمانية.
- يقسم الـقرش إلى عشرة مليمات، ومفردها مليم، وهو وحدة قياس عددية باللغة الفرنسية Millieme وتعنى واحد من الألف حيث أن الجنيه مكون من ألف مليم.

### مسميات قديمة لا تستخدم الآن
- نِكْلَة Nickel وتوازي مليمان، وكان يساوي النيكل البريطاني.
- تعريفة Tarrif وتوازي خمس مليمات، وهي تسمية إنجليزية للضرائب على الواردات والصادرات (الجمارك).
- شِلِنShilling ويوازي خمسة قروش، وكان يساوي الشلن البريطاني الذي استخدم بعد الاحتلال البريطاني لتنفيذ الإصلاح النقدي.
- بريزة وتوازي عشرة قروش، وسميت بهذا الاسم حين طلب الوالي محمد سعيد باشا (1854-1863م) من «المسيو براناي» في باريس عام 1862م صك عملة مصرية جديدة تحمل اسمه وتاريخ ضربها، ولكن مات الوالي سعيد باشا قبل وصول العملة لمصر وتولى الحكم الخديوي إسماعيل عام (1863- 1879م) الذي رفض استخدامها تقرباً للسلطان العثماني (عبد العزيز) حيث أنها لم تحمل اسم السلطان، وأعيد ضربها مع إضافة اسم السلطان وتاريخ توليه الخلافة، فلما تداولها المصريون أطلقوا عليها «الباريزة» نسبة إلى أنها ضربت في باريس.
- ريال ويوازي عشرون قرشاً

مليم واحد 1954

- مليم وهو أصغر جزء من الجنيه ويمثل جزء من ألف من الجنيه.
- (60 فضة) وهي تعادل 1.5 قرش.
- (100 فضة) وهي تعادل 2.5 قرش.

## سعر الصرف في الأسواق المالية
- يبين هذا الجدول القيمة التاريخية لدولار واحد بالجنيه المصري:

| التاريخ        | سعر الصرف الرسمي      |
| -------------- | --------------------- |
| 1789 إلى 1799  | EGP 0.03              |
| 1800 إلى 1824  | EGP 0.06              |
| 1825 إلى 1884  | EGP 0.14              |
| 1885 إلى 1939  | EGP 0.20              |
| 1940 إلى 1949  | EGP 0.25              |
| 1950 إلى 1967  | EGP 0.36              |
| 1968 إلى 1978  | EGP 0.40              |
| 1979 إلى 1988  | EGP 0.60              |
| 1989           | EGP 0.83              |
| 1990           | EGP 1.50              |
| 1991           | EGP 3.00              |
| 1992           | EGP 3.33              |
| 1993 إلى 1998  | EGP 3.39              |
| 1999           | EGP 3.40              |
| 2000           | EGP 3.42 إلى EGP 3.75 |
| 2001           | EGP 3.75 إلى EGP 4.50 |
| 2002           | EGP 4.50 إلى EGP 4.62 |
| 2003           | EGP 4.82 إلى EGP 6.25 |
| 2004           | EGP 6.13 إلى EGP 6.28 |
| 2005 إلى 2006  | EGP 5.75              |
| 2007           | EGP 5.64 إلى EGP 5.5  |
| 2008           | EGP 5.5 إلى EGP 5.29  |
| 2009           | EGP 5.75              |
| 2010           | EGP 5.80              |
| 2011           | EGP 5.95              |
| 2012           | EGP 6.36              |
| 2013           | EGP 6.5 إلى 6.96      |
| 2014           | 7.15 EGP              |
| 30 يناير 2015  | 7.55 EGP              |
| 14 مارس 2016   | 8.95 EGP              |
| 30 مارس 2016   | 8.88 EGP              |
| 03 نوفمبر 2016 | 13.00 EGP             |
| 19 يناير 2017  | EGP 18.85             |
| 7 يونيو 2018   | EGP 17.86             |
| 7 فبراير 2020  | EGP 15.73             |
| 21 مارس 2021   | 17.50 EGP             |
| 27 أكتوبر 2022 | 22.95 EGP             |
| 14 يناير 2023  | 29.53 EGP             |
| 29 فبراير 2023 | 30.68 EGP             |
| 6 مارس 2024    | 49.4743               |